# Synete anna
Synete anna är en fjärilsart som beskrevs av Sergius G. Kiriakoff 1964. Synete anna ingår i släktet Synete och familjen tandspinnare. Inga underarter finns listade i Catalogue of Life.